# Elecciones municipales de Moyobamba de 2002
Las elecciones municipales de Moyobamba de 2002 se llevaron a cabo el 17 de noviembre de 2002 para elegir al alcalde y al Concejo Provincial de Moyobamba para el periodo 2003-2006. La elección se celebró simultáneamente con elecciones regionales y municipales (provinciales y distritales) en todo el Perú.

## Sistema electoral
La Municipalidad Provincial de Moyobamba es el órgano administrativo y de gobierno de la provincia de Moyobamba. Está compuesta por el alcalde y el Concejo Provincial.
La votación del alcalde y el concejo se realiza en base al sufragio universal, que comprende a todos los ciudadanos nacionales mayores de dieciocho años, empadronados y residentes en la provincia de Moyobamba y en pleno goce de sus derechos políticos, así como a los ciudadanos no nacionales residentes y empadronados en la provincia de Moyobamba.
El Concejo Provincial de Moyobamba está compuesto por 11 regidores elegidos por sufragio directo para un período de cuatro (4) años, en forma conjunta con la elección del alcalde (quien lo preside). La votación es por lista cerrada y bloqueada. Se asigna a la lista ganadora los escaños según el método d'Hondt o la mitad más uno, lo que más le favorezca.

## Composición del Concejo Provincial de Moyobamba
La siguiente tabla muestra la composición del Concejo Provincial de Moyobamba antes de las elecciones.
| Partidos | Partidos                                   | Regidores |
| -------- | ------------------------------------------ | --------- |
|          | Movimiento Independiente Vamos Vecino      | 6         |
|          | Lista Independiente Integración Provincial | 1         |
|          | Lista Independiente Somos Moyobamba 98     | 1         |
|          | Partido Aprista Peruano                    | 1         |

## Partidos y candidatos
A continuación se muestra una lista de los principales partidos y alianzas electorales que participaron en las elecciones:
| Candidatura | Candidatura | Partidos y alianzas | Candidatos | Candidatos                     | Ideología                                           | Resultado previo | Resultado previo | Ref. |
| Candidatura | Candidatura | Partidos y alianzas | Candidatos | Candidatos                     | Ideología                                           | Votos (%)        | Reg.             | Ref. |
| ----------- | ----------- | --- | ---------- | ------------------------------ | --------------------------------------------------- | ---------------- | ---------------- | ---- |
|             | APRA        | Lista - Partido Aprista Peruano (APRA) |            | Mardonio del Castillo Reátegui | Aprismo                                             | 15.51%           | 0                |      |
|             | AP          | Lista - Acción Popular (AP) |            | Otto Mayor Zevallos            | Humanismo Nacionalismo cívico Reformismo            | Nuevo            | Nuevo            |      |
|             | PP          | Lista - Perú Posible (PP) |            | Carlos Túpac Yupanqui Safra    | Socioliberalismo Democracia liberal Tercera vía     | Nuevo            | Nuevo            |      |
|             | UN          | Lista - Unidad Nacional (UN) – Partido Popular Cristiano (PPC) – Solidaridad Nacional (SN) – Renovación Nacional (RN) – Cambio Radical (CR) |            | Ramón Leveau Ramírez           | Democracia cristiana Conservadurismo Neoliberalismo | Nuevo            | Nuevo            |      |
|             | NA          | Lista - Movimiento Independiente Nueva Amazonía (NA)                                                                                        |            | José Gil Arbildo               | Regionalismo sanmartinense                          | Nuevo            | Nuevo            |      |
|             | IDEAS       | Lista - Movimiento Independiente IDEAS (IDEAS)                                                                                              |            | Félix Sandoval Sánchez         | Regionalismo sanmartinense                          | Nuevo            | Nuevo            |      |
|             | IND         | Lista - Lista Independiente N° 1 Movimiento Independiente Ya Estamos Trabajando                                                             |            | Walter Pinedo Santillana       | Localismo moyobambino                               | Nuevo            | Nuevo            |      |
|             | IND         | Lista - Lista Independiente N° 3 Movimiento Independiente Alto Mayo en Acción                                                               |            | Telésforo Ramos Huancas        | Localismo moyobambino                               | Nuevo            | Nuevo            |      |

## Resultados

### Sumario general
|                        |                                                                         |              |              |              |           |           |  |  |
| Partidos y coaliciones | Partidos y coaliciones                                                  | Voto popular | Voto popular | Voto popular | Regidores | Regidores |  |  |
| Partidos y coaliciones | Partidos y coaliciones                                                  | Votos        | %            | ±pp          | Total     | +/−       |  |  |
|                        | Partido Aprista Peruano (APRA)                                          | 10,036       | 27.87        | +11.02       | 7         | +6        |  |  |
|                        | Lista Independiente N° 3 Movimiento Independiente Alto Mayo en Acción   | 9,427        | 26.18        | n/a          | 2         | +2        |  |  |
|                        | Unidad Nacional (UN)                                                    | 4,961        | 13.78        | Nuevo        | 1         | +1        |  |  |
|                        | Perú Posible (PP)                                                       | 3,634        | 10.09        | Nuevo        | 1         | +1        |  |  |
|                        | Acción Popular (AP)                                                     | 3,474        | 9.65         | n/a          | 0         | ±0        |  |  |
|                        | Movimiento Independiente IDEAS (IDEAS)                                  | 2,536        | 7.04         | Nuevo        | 0         | ±0        |  |  |
|                        | Lista Independiente N° 1 Movimiento Independiente Ya Estamos Trabajando | 1,466        | 4.07         | n/a          | 0         | ±0        |  |  |
|                        | Movimiento Independiente Nueva Amazonía (NA)                            | 474          | 1.32         | Nuevo        | 0         | ±0        |  |  |
|                        |                                                                         |              |              |              |           |           |  |  |
| Total                  | Total                                                                   | 36,008       |              |              | 11        | +2        |  |  |
|                        |                                                                         |              |              |              |           |           |  |  |
| Votos válidos          | Votos válidos                                                           | 36,008       | 89.06        | –2.13        |           |           |  |  |
| Votos en blanco        | Votos en blanco                                                         | 1,744        | 4.31         | +0.89        |           |           |  |  |
| Votos nulos            | Votos nulos                                                             | 2,681        | 6.63         | +1.23        |           |           |  |  |
| Votos emitidos         | Votos emitidos                                                          | 40,433       | 82.55        | +4.77        |           |           |  |  |
| Abstenciones           | Abstenciones                                                            | 8,547        | 17.45        | –4.77        |           |           |  |  |
| Votantes registrados   | Votantes registrados                                                    | 48,980       |              |              |           |           |  |  |
|                        |                                                                         |              |              |              |           |           |  |  |
| Fuente:                |                                                                         |              |              |              |           |           |  |  |

## Elecciones municipales distritales

### Resultados por distrito
La siguiente tabla enumera el control de los distritos de la provincia de Moyobamba. El cambio de mando de una organización política se resalta del color de ese partido.
| Distrito  | Alcalde(sa) titular          | Partido político | Partido político       | Alcalde(sa) electo(a)    | Partido político | Partido político               |
| --------- | ---------------------------- | ---------------- | ---------------------- | ------------------------ | ---------------- | ------------------------------ |
| Calzada   | Simona Noriega García        |                  | Vamos Vecino           | Hermán Navarro Guerra    |                  | Partido Aprista Peruano        |
| Habana    | Donald Villacorta del Águila |                  | Vamos Vecino           | José Fonseca Cieza       |                  | Perú Posible                   |
| Jepelacio | Óscar Guerrero Ruiz          |                  | Vamos Vecino           | Máximo Garro Heredia     |                  | Alto Mayo en Acción            |
| Soritor   | Dositeo Montenegro Guevara   |                  | Vamos Vecino           | Samuel Chuquista Navarro |                  | Movimiento Independiente IDEAS |
| Yantaló   | Hermitanio Córdova Peña      |                  | Integración Provincial | José Burga Díaz          |                  | Unidad Nacional                |